# Jeison Angulo
Jeison Andrés Angulo Trujillo (Cali, 27 giugno 1996) è un calciatore colombiano, difensore del Deportes Tolima.

## Carriera

### Club
Cresciuto nelle giovanili del Deportivo Cali, ha esordito il 30 maggio 2013 in un match di Copa Colombia pareggiato 1-1 contro il Deportivo Pasto.

### Nazionale
Nel 2015 con la nazionale Under-20 colombiana ha preso parte al campionato sudamericano, disputando otto partite, ed al campionato mondiale, disputando quattro partite.

## Statistiche

### Presenze e reti nei club
Statistiche aggiornate al 30 gennaio 2017.
| Stagione        | Squadra         | Campionato      | Campionato | Campionato | Coppe nazionali | Coppe nazionali | Coppe nazionali | Coppe continentali | Coppe continentali | Coppe continentali | Altre coppe | Altre coppe | Altre coppe | Totale | Totale | Totale |
| Stagione        | Squadra         | Comp            | Pres       | Reti       | Comp            | Pres            | Reti            | Comp               | Pres               | Reti               | Comp        | Pres        | Reti        | Pres   | Reti   |        |
| --------------- | --------------- | --------------- | ---------- | ---------- | --------------- | --------------- | --------------- | ------------------ | ------------------ | ------------------ | ----------- | ----------- | ----------- | ------ | ------ | ------ |
| 2013            | Deportivo Cali  | A               | 0          | 0          | CC              | 1               | 0               |                    | -                  | -                  |             | -           | -           | 1      | 0      |        |
| 2014            | Deportivo Cali  | A               | 8          | 0          | CC              | 7               | 0               | CS                 | 0                  | 0                  |             | -           | -           | 15     | 0      |        |
| 2015            | Deportivo Cali  | A               | 8          | 0          | CC              | 3               | 0               |                    | -                  | -                  |             | -           | -           | 11     | 0      |        |
| 2016            | Cortuluá        | A               | 9          | 0          | CC              | 4               | 0               |                    | -                  | -                  |             | -           | -           | 13     | 0      |        |
| 2016            | Deportivo Cali  | A               | 7          | 0          | CC              | 2               | 0               |                    | -                  | -                  |             | -           | -           | 9      | 0      |        |
| 2017            | Deportivo Cali  | A               | 37         | 1          | CC              | 4               | 0               | CS                 | 4                  | 0                  |             | -           | -           | 45     | 1      |        |
| Totale carriera | Totale carriera | Totale carriera | 69         | 1          |                 | 21              | 0               |                    | 4                  | 0                  |             | -           | -           | 94     | 1      |        |

## Palmarès
- Súper Liga: 1

Deportivo Cali: 2014
- Campionato colombiano: 1

Deportivo Cali: 2015 (A)